# Pariambia
Pariambia is een geslacht van vlinders van de familie uilen (Noctuidae), uit de onderfamilie Hadeninae.

## Soorten
- P. pulla Swinhoe, 1885
- P. rubrirena De Joannis, 1928
- P. unduligera Butler, 1889